# Werburh
Werburh, également appelée Werburgh, Werburga ou Werburge, est une princesse et religieuse anglo-saxonne du VIIe siècle. Issue de la famille royale de Mercie, elle passe la majeure partie de sa vie dans les ordres. Elle est la sainte patronne de la ville de Chester et sa fête est le 3 février.

## Biographie
Werburh est la fille de Wulfhere, roi de Mercie de 658 à 675, et de son épouse Eormenhild, fille du roi du Kent Eorcenberht. Après la mort de son père, elle entre dans les ordres et rejoint l'abbaye d'Ely, qui est alors dirigée par sa grand-tante Æthelthryth. D'après la tradition d'Ely, elle en devient l'abbesse après la mort de Seaxburh, la sœur d'Æthelthryth.
Son oncle Æthelred, qui a succédé à Wulfhere sur le trône, rappelle Werburh en Mercie pour fonder plusieurs couvents dans son royaume, dont ceux de Weedon (Northamptonshire), Hanbury (Staffordshire) et Threekingham (Lincolnshire), où elle meurt entre 700 et 707. Elle est inhumée selon ses vœux à Hanbury,.

## Culte
Un culte se développe rapidement autour de la personne de Werburh, qui est fêtée le 3 février. Pour les rois de Mercie, il est avantageux de mettre en avant une princesse d'origine à la fois mercienne et kentique lorsqu'ils deviennent les suzerains du Kent, au VIIIe siècle. Neuf ans après sa mort, son cousin le roi Ceolred aurait fait exhumer son corps, miraculeusement incorruptible. Ses reliques sont conservées à Hanbury jusqu'aux invasions vikings, après quoi elles sont déplacées à Chester, qui devient le centre de son culte. Au début du Xe siècle, une abbaye dédiée à Werburh est fondée à Chester et ses reliques y sont déplacées, probablement sous l'autorité de la dame de Mercie Æthelflæd. Cette abbaye est refondée en 1093 suivant la règle bénédictine, et à cette occasion, les reliques de Werburh sont à nouveau déplacées et cette translation est fêtée ultérieurement le 21 juin,.